# Реймерс Едгар Вільгельмович
Едгар Вільгельмович Реймерс  (1 листопада 1868, Рига — після 1922, Москва(?)) — офіцер, лютеранин, походив з дворян Курляндскої губернії, син статського радника, старшого викладача Ризького міського реального училища.

## Освіта
Ризьке міське реальне училище (1886).

## Служба в армії
- з 13.03.1893 - вільнонайманий рядового чину, канонір 5-ї батареї 33-ї артилерійської бригади.
- з 18.11.1893 - бомбардир
- з 20.03.1894 - молодший фейєрверкер.

13.09.1894 зарахований на надстрокову службу на 1 рік. Здав іспит на звання прапорщика запасу польової артилерії. Продовжив надстрокову службу з 13.09.1895 по 13.09.1898.  Звільнений в запас 13.09.1898.
З 4.02.1899 переведений в прапорщики запасу польової пішої артилерії Киівського повіту в зв'язку з чим з 10.05 по 20.06.1900 віідбув навчальний збір на Київському полігоні.
Призваний з запасу по мобілізації війск 10-го армійського корпусу в 9-у артилерійську бригаду (24.04.1904), зачислений в 4-у батарею (01.05.1904). В складі бригади перейшов кордон до Маньчжурії (13.06.1904). Участник російсько-японської війни в складі бригади.
01.10.1904 - поранений в боях за Сапеху, 24.10.1904 - евакуйований в Полтаву для лікування.
29.11.1905 звільнений в запас в розташування штабу Київського військового округу. Із запасу звільнений у відставку із зарахуванням в артилерійське ополчення по Полтавській губернії.
Призваний з ополчення по мобілізації за новим місцем проживання у Благовіщенську 16.06.1915.
З 18.06.1915 зарахований молодшим офіцером у новосформовану 1-у батарею легкої артилерії 8-го Ополченського корпусу як завідуючий господарством. На цій посаді перебував до 20.08.1916. Пізніше відповідав за солдатську лавку.
З 21.03 по 19.05.1917 був тимчасово командувачем батареї, а пізніше (з 21.05.1917) - першим старшим офіцером батареї.
Доля після листопада 1922 року невідома.

## Праця в закладах освіти
- З 17.12.1904 - виконував обов'язки учителя німецької мови в Полтавському Олександрівському реальному училищі і наймав квартиру у Нових Будовах, будинок Кормича. Перед одруженням найняв квартиру на Новосадовій вулиці у будинку Кибильчика.[2]
- З 01.08.1907 - проживав з дружиною в квартирі при Дворянському пансіоні-приюті і працював учителем німецької мови ще й у Полтавській Другій гімназії (зараз - старий корпус педагогічного університету).  Мав платню в реальному училищі 825 рублів та 640 рублів з квартирою у гімназії.[3]
- З 01.08.1908 перейшов повністю працювати в Другу гімназію за казенну квартиру та платню 1400 рублів, а з 1910 - виконував також обов'язки помічника класного наставника.[4]
- З 01.06.1911 і по 15.06.1915 - викладав німецьку мову в Благовіщенській чоловічій гімназії і жив з дружиною у Благовіщенську за адресою вул. Амурська №92.[5]

## Нагороди
- орден Св. Анни 4-й ст., за участь в боях с японцями під Ляояном 12–25.08.1904 (наказ Главкома №78367 от 05.11.1904; затверджено Височайшим повелінням 22.01.1906).
- орден Св. Станіслава 3-го ст. з мечами і бантом, за участь в боях с японцями на річці Шахе 25.09–01.10.1904 (наказ Главкома №1142 від 25.06.1905; затверджено Височайшим повелінням 23.02.1906).[6]

## Сім'я
- Дружина: Реймерс (Дзюба) Анастасія Андріївна, уродженка Полтавської губернії, православного віросповідання; шлюб зареєстрований 19.08.1907 (в Архістратиго-Михайлівській церкві, с. Івонченці Полтавського повіту - запис в метричній книзі №85 від 20.08.1907)[6]
- Брат: Реймерс Отто Вільгельмович (28.09.1872, Рига –13.04.1942, Лодзь, Польща)
- Брат: Реймерс Олександр Вільгельмович (12.08.1858 – після 1922, Москва)[7]